# Xeroftalmi
Xeroftalmi är en ögonsjukdom som uppstår då ögats slemhinnor uttorkas (till exempel i brist på vitamin A retinol). Sjukdomen kan i slutändan leda till att hornhinnan grumlas eller i värsta fall att glaskroppen skadas så svårt att blindhet uppstår. Sjukdomen är vanlig bland barn i flera u-länder där brist på protein i maten bidrar till A-vitaminos.